# Покровське (Каменський міський округ)
Покро́вське (рос. Покровское) — село у складі Каменського міського округу Свердловської області.
Населення — 1916 осіб (2010, 1875 у 2002).
Національний склад станом на 2002 рік: росіяни — 95 %.